# 大里駅
大里駅（おおさとえき）は、愛知県稲沢市奥田町三十番神にある、名古屋鉄道名古屋本線の駅である。駅番号はNH45。
普通と準急のほか、急行（朝の一部と、平日は夕方以降の約半数、土休日は夜間の一部）及び快速急行（平日朝の上り3本）が停車する。

## 歴史
- 1928年（昭和3年）2月3日 - 大佐土駅（おおざとえき）として開業[2]。
- 1943年（昭和18年）11月2日 - 大里駅（おおさとえき）に改称[2]。
- 1970年（昭和45年）12月25日 - 準急停車駅に昇格[3]。
- 1989年（平成元年）3月11日 - 準急の区間延長に伴い、急行の特別停車を廃止。
- 1990年（平成2年）10月29日 - 準急が廃止される[4]。同時に急行の特別停車を復活。
- 2004年（平成16年）
  - 2月22日 - 無人化[5]。
  - 3月15日 - トランパス導入。
- 2005年（平成17年）1月29日 - 急行停車駅に昇格[6]。
- 2008年（平成20年）12月17日 - 準急停車駅に降格[7]。
- 2011年（平成23年）2月11日 - ICカード乗車券「manaca」供用開始。
- 2012年（平成24年）2月29日 - トランパス供用終了。

## 駅構造
8両編成対応の相対式2面2線の地上駅。下りホーム側の改札口の前にはロータリーがある。かつては有人駅であったが、駅集中管理システム導入にともない無人化された。なお同時に上りホーム側にも改札口が増設されている。それぞれの改札口付近に自動券売機（通勤manaca定期券（新規・継続）および通学manaca定期券（継続のみ）の購入も可能。ただし、名鉄ミューズカードでの決済は7:00～22:00。）と自動精算機を備えている。両ホームは跨線橋にて連絡している。
駅舎の2階以上にはマンションが入っている。

### のりば
| 番線 | 路線          | 方向 | 行先                   |
| ---- | ------------- | ---- | ---------------------- |
| 1    | NH 名古屋本線 | 下り | 名鉄一宮・名鉄岐阜方面 |
| 2    | NH 名古屋本線 | 上り | 名鉄名古屋・金山方面   |

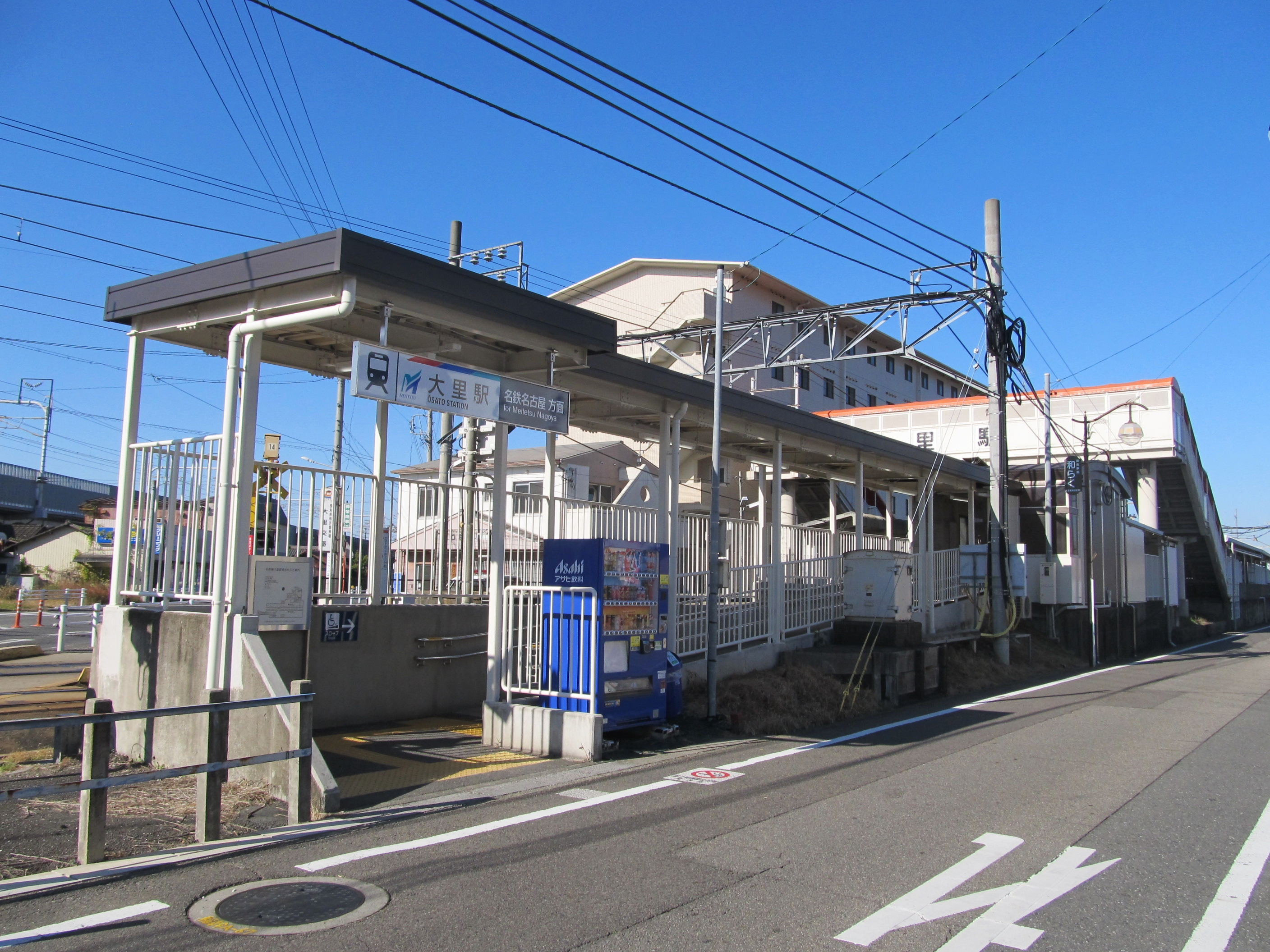
東口
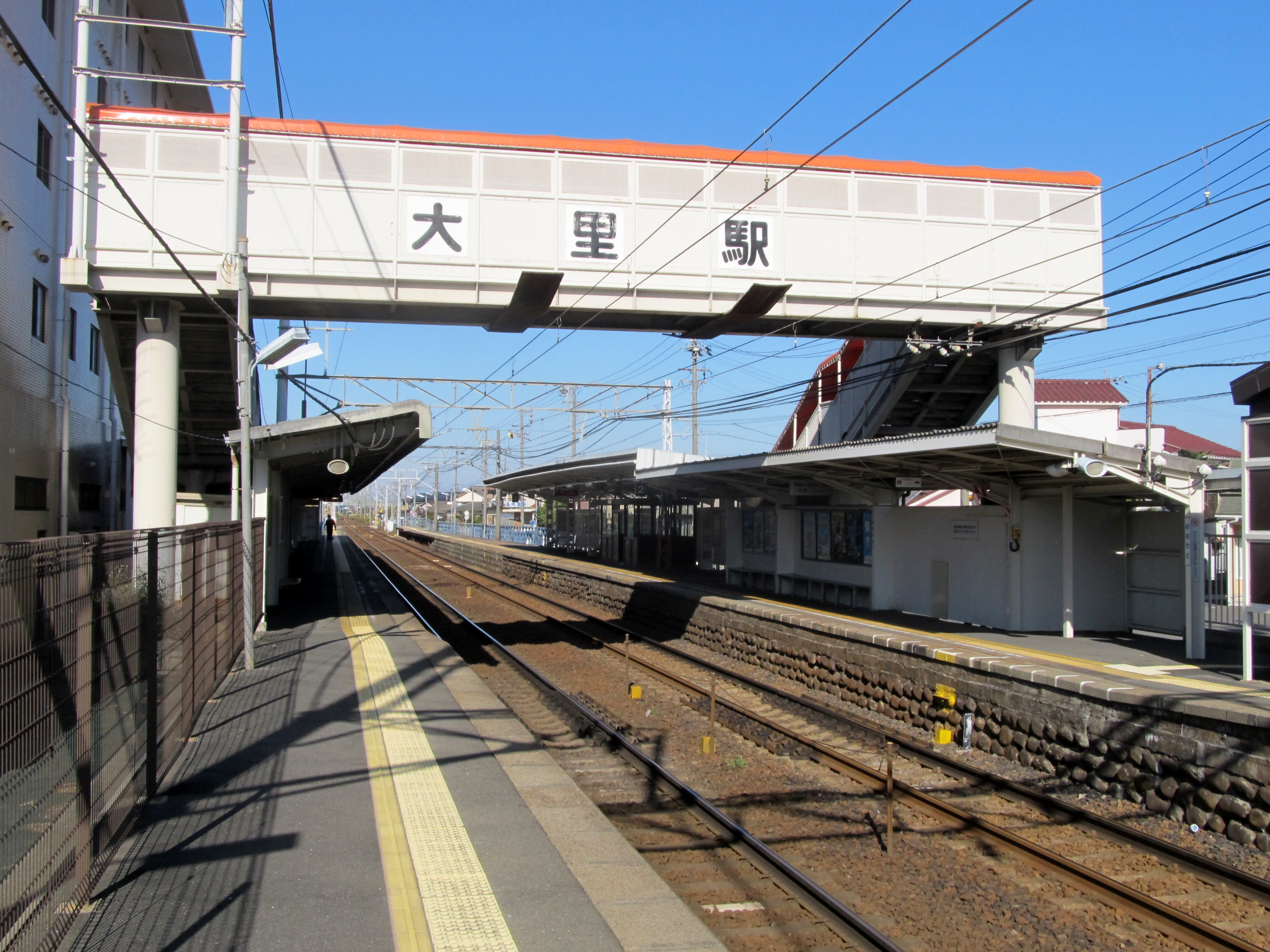
ホーム
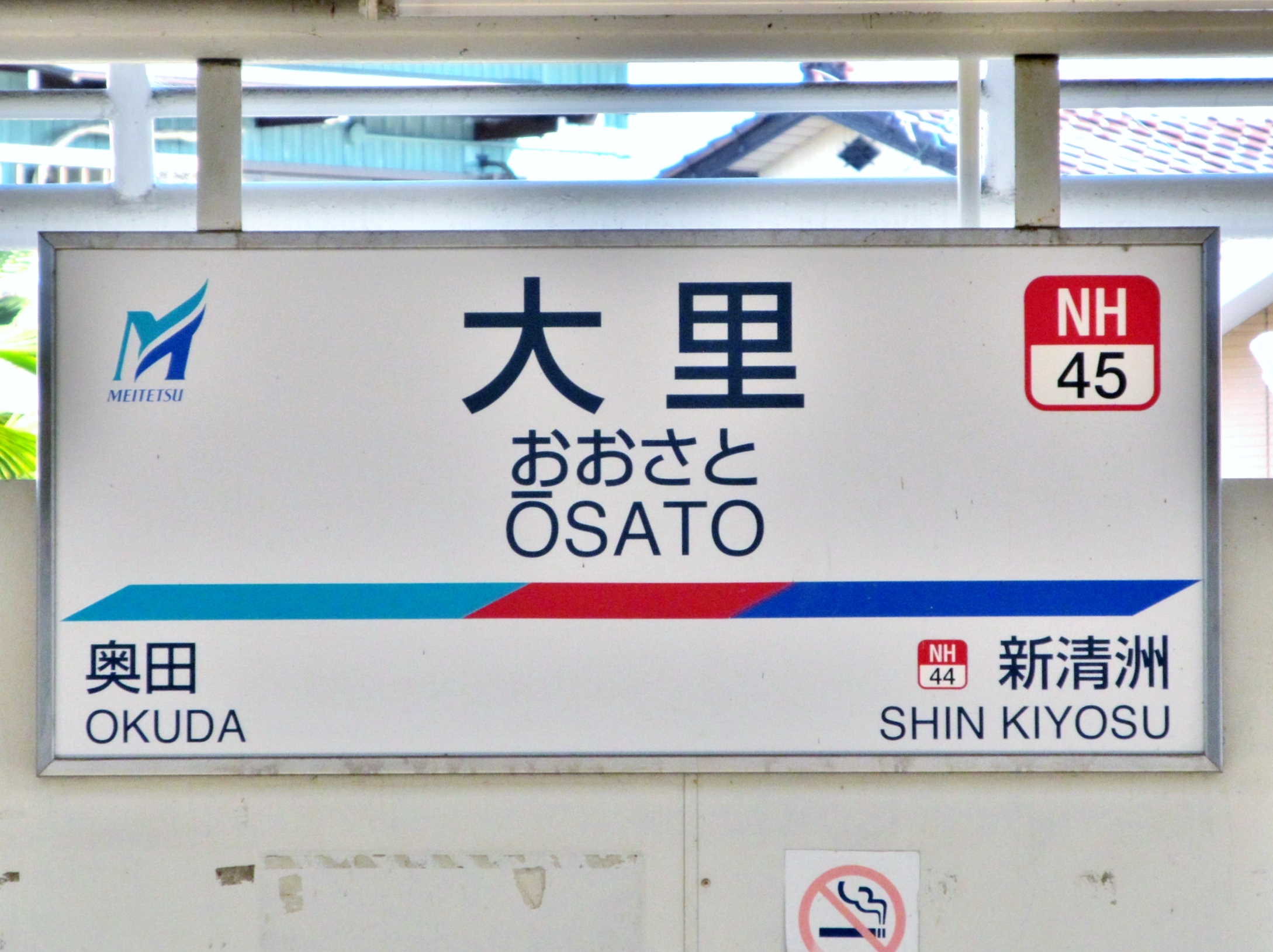
駅名標

### 配線図
| ← 名古屋方面 | 大里駅 構内配線略図 | → 一宮・ 岐阜方面 |
| 凡例 出典:   |                     |                   |

## 利用状況
- 「移動等円滑化取組報告書」によると、2019年度の1日平均乗降人員は3,881人である[11]。
- 『名鉄120年：近20年のあゆみ』によると2013年度当時の1日平均乗降人員は3,750人であり、この値は名鉄全駅（275駅）中113位、名古屋本線（60駅）中32位であった[12]。
- 『名古屋鉄道百年史』によると1992年度当時の1日平均乗降人員は4,363人であり、この値は岐阜市内線均一運賃区間内各駅（岐阜市内線・田神線・美濃町線徹明町駅 - 琴塚駅間）を除く名鉄全駅（342駅）中108位、 名古屋本線（61駅）中33位であった[13]。
- 『稲沢の統計2021（稲沢市）』によると1日の平均乗降者数は下記の通りであった[14]。
  - 2011年度 3,644人
  - 2012年度 3,644人
  - 2013年度 3,750人
  - 2014年度 3,729人
  - 2015年度 3,795人
  - 2016年度 3,877人
  - 2017年度 3,935人
  - 2018年度 3,899人
  - 2019年度 3,881人

## 駅周辺

### 主な施設
- 東海道新幹線（駅のすぐ南側を通過する）
- 清洲駅 - JR東海東海道本線（駅の東約1.5キロメートル）
- 稲沢市立大里中学校
- 稲沢市立大里西小学校
- 尾西信用金庫大里支店
- 大垣共立銀行大里支店
- 稲沢警察署大里交番（駅に隣接）

### バス路線
- 稲沢市コミュニティバス 大里循環線 
  - 市民会館・中央図書館経由 アピタ稲沢店行き

## 隣の駅
名古屋鉄道
NH 名古屋本線
□ミュースカイ・□快速特急・■特急・□快速急行・■急行
通過
□快速急行（特別停車）・■急行（特別停車）・■準急
新清洲駅（NH44） - 大里駅（NH45） - 国府宮駅（NH47）
■普通
新清洲駅（NH44） - 大里駅（NH45） - 奥田駅（NH46）
かつては新清洲駅 - 当駅間に増田口駅が存在した。